# Panangad
Panangad es una ciudad censal situada en el distrito de Kozhikode en el estado de Kerala (India). Su población es de 14347 habitantes (2011). Se encuentra a 26 km de Kozhikode.

## Demografía
Según el censo de 2011 la población de Panangad era de 14347 habitantes, de los cuales 6891 eran hombres y 7456 eran mujeres. Panangad tiene una tasa media de alfabetización del 96,75%, superior a la media estatal del 94%: la alfabetización masculina es del 98,64%, y la alfabetización femenina del 95,02%.